# Червоноармійська Перша сільська рада (Червоноармійський район)
Червоноармійська Перша сільська рада (до 1935 року — Пулино-Єврейська сільська рада) — колишня адміністративно-територіальна одиниця та орган місцевого самоврядування у Червоноармійському (Пулинському) районі Волинської округи, Київської та Житомирської областей Української РСР з адміністративним центром у селі Червоноармійськ.

## Населені пункти
Сільській раді на час ліквідації були підпорядковані населені пункти:
- частина с. Червоноармійськ.

## Населення
Кількість населення ради станом на 1931 рік становила 1 280 осіб.

## Історія та адміністративний устрій
Створена 27 жовтня 1926 року як Пулино-Єврейська сільська рада, в містечку Пулини (згодом — Червоноармійськ) Пулинської сільської ради Пулинського (згодом — Червоноармійський) району Волинської округи, внаслідок розподілу Пулинської сільської ради на три окремих адміністративних одиниці — Пулинську Єврейську, Пулинську Німецьку та Пулинську Українську сільські ради. 17 жовтня 1935 року перейменована в Червоноармійську Першу сільську раду.
Станом на 1 вересня 1946 року сільська рада входила до складу Червоноармійського району Житомирської області, на обліку в раді перебувало с. Червоноармійськ.
Ліквідована 11 серпня 1954 року, відповідно до указу Президії Верховної ради Української РСР «Про укрупнення сільських рад по Житомирській області», територію ради, разом із Буряківською та Червоноармійською Другою сільськими радами, об'єднано до складу Червоноармійської сільської ради Червоноармійського району Житомирської області.